# Teixoeira (Arteijo)
Teixoeira (en gallego y oficialmente, A Teixoeira) era una aldea española, actualmente despoblada, que forma parte de la parroquia de Monteagudo, del municipio de Arteijo, en la provincia de La Coruña.